# زرله (مقاطعة دلفان)
زرله (بالفارسية: زرله) هي قرية تقع في قسم ايتيوند الجنوبي الريفي (مقاطعة دلفان) في إيران.